# Horace Aylwin
Horace Aylwin (Horace Godwin Tracy Aylwin; * 1. Oktober 1902 in Carman, Manitoba; † 25. Juli 1980 in Burlington, Ontario) war ein kanadischer Sprinter, der sich auf den 400-Meter-Lauf spezialisiert hatte.
Bei den Olympischen Spielen 1924 in Paris wurde er Vierter in der 4-mal-400-Meter-Staffel und erreichte über 400 m das Viertelfinale.
Seine persönliche Bestzeit von 49,9 s stellte er 1924 auf.